# معروف (اسم)
معروف هو اسم علم مذكر من أصل عربي، ومعناه هو من العفل عرف، المشهور المعلوم، الشريف الخير الإحسان الرزق، وما يستحسن من الأعمال قال تعالى: ﴿ وصاحبهما في الدنيا معروفًا﴾ [لقمان من الآية 15].

## شخصيات تحمل الاسم
- معروف (1935 – 2003)
- معروف البخيت (سياسي أردني، 7 مايو 1947 – )
- معروف الجلبي (10 أبريل 1945 – )
- معروف الدواليبي (سياسي سوري، 29 مارس 1909 – 15 يناير 2004)
- معروف الرصافي (أكاديمي وشاعر عراقي، 1875[3][4][5] – 1945[3][5][6])
- معروف الكرخي (من درر بغداد المتصوف والزاهد الفذ معروف الكرخي دفين بغداد)
- معروف النودهي (1753 – 1838)
- معروف سعد (سياسي لبناني، 1914 – 6 مارس 1975)
- معروف يوسف (لاعب كرة قدم نيجيري، 20 فبراير 1992 – )

## وصلات خارجية
- موسوعة السلطان قابوس لأسماء العرب